# László Batthyány-Strattmann
László Batthyány-Strattmann (em alemão:  Ladislaus Batthyány-Strattmann; 28 de outubro de 1870 - 22 de janeiro de 1931) foi um aristocrata e médico húngaro. Até 1914, era conhecido como László Batthyány. Devoto católico romano, ele se tornou conhecido como o "médico dos pobres" e foi beatificado pela Igreja em 2003.

## Vida
László Batthyány - Strattmann nasceu em 28 de outubro de 1870, em Dunakiliti, Áustria-Hungria, em uma família aristocrática húngara muito antiga, o sexto de dez irmãos. A família mudou-se para a Áustria em 1876. Sua infância foi marcada pelo fato de que seu pai deixou sua família e se converteu ao protestantismo para se casar com outra mulher. A mãe de Ladislaus morreu quando ele tinha 12 anos.
De acordo com o testamento de seu pai, ele primeiro se preparou para cuidar da vasta propriedade dos Batthyánys. Ele primeiro estudou agricultura em Viena, depois também um grande número de outras disciplinas, incluindo química, filosofia e música. Nesse período caótico de sua vida, ele também teve uma filha ilegítima.

## Carreira e familia
Batthyány tornou-se estudante de medicina em 1896 e obteve seu diploma de médico em 1900.  Formou-se como clínico geral, mas logo se especializou em cirurgia e, posteriormente, em oftalmologia. Este período também foi acompanhado por uma renovação de sua fé religiosa. Ele conheceu a condessa Maria Theresia Coreth zu Coredo und Starkenberg, uma devota católica romana, com quem se casou em Viena em 10 de novembro de 1898. O casal teve treze filhos.
Em 1902, Batthyány abriu um hospital privado com 25 leitos em Kittsee, Áustria, onde trabalhou como clínico geral, posteriormente especializando-se como cirurgião e oculista. Durante a Primeira Guerra Mundial, o hospital foi ampliado para receber soldados feridos para tratamento.
Em 1915, Batthyány e sua família mudaram-se para o castelo de Körmend, na Hungria, que ele herdou após a morte de seu parente, o príncipe Edmund Batthyany-Strattmann, em 1914; ele também herdou o título de "Príncipe" (alemão Fürst, herceg húngaro) e adotou o sobrenome adicional de "Strattmann". Em Körmend continuou a exercer a profissão de médico, tornando-se conhecido por tratar pacientes pobres sem qualquer pagamento, o que lhe valeu o título de "médico dos pobres". Batthyány transformou uma ala do castelo em um hospital para pacientes oftalmológicos.

## Morte
Aos 60 anos, Batthyány foi diagnosticado com câncer na bexiga e internado no sanatório Löw em Viena, Áustria. Após quatorze meses de doença, ele morreu em janeiro de 1931.

## Beatificação
O processo de beatificação foi iniciado em 1944 como um esforço conjunto do arcebispo de Viena (Áustria) e do bispo de Szombathely (Hungria). O processo ficou esquecido algum tempo depois, antes de ser retomado em 1982 por iniciativa do Bispo de Eisenstadt (Áustria), Stefan László. Em 11 de julho de 1992, László Batthyány-Strattmann foi declarado Venerável - passo necessário para a beatificação. Ele foi beatificado em 23 de março de 2003 pelo Papa João Paulo II. Cinco anos depois, em 23 de março de 2008, quinto aniversário de sua beatificação, a confraria de oração Dr. Ladislaus Batthyány-Strattmann pela canonização do médico dos pobres foi investida pelo arcebispo de Viena Christoph Cardeal Schönborn como uma associação privada, sendo direito sob a justificativa do direito canônico.

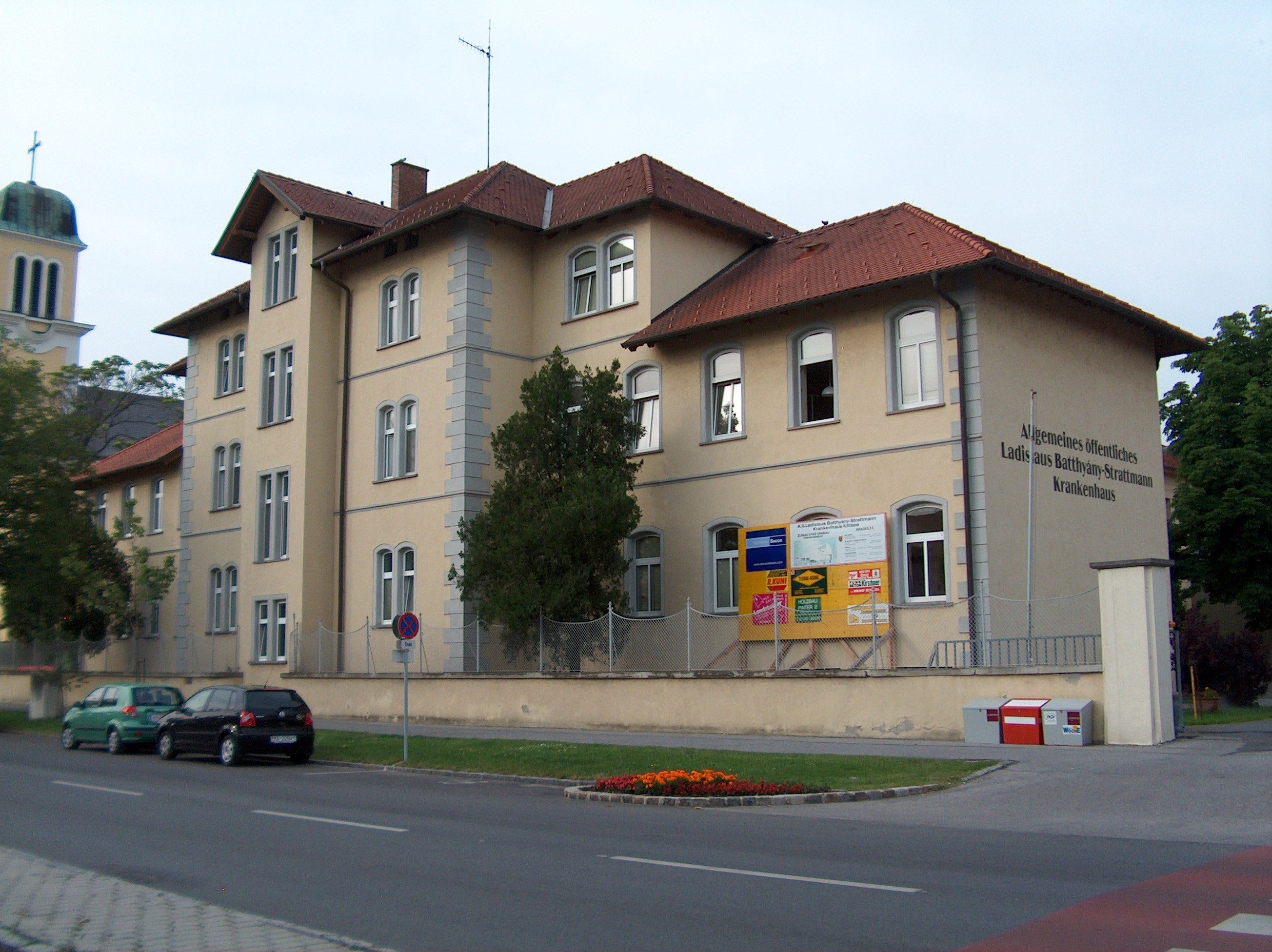
Hospital em Kittsee, Áustria, em homenagem a Batthyány-Strattmann